# Zambrzyce-Króle (gromada)
Zambrzyce-Króle (początkowo Zambrzyce Króle, bez łącznika) – dawna gromada, czyli najmniejsza jednostka podziału terytorialnego Polskiej Rzeczypospolitej Ludowej w latach 1954–1972.
Gromady, z gromadzkimi radami narodowymi (GRN) jako organami władzy najniższego stopnia na wsi, funkcjonowały od reformy reorganizującej administrację wiejską przeprowadzonej jesienią 1954 do momentu ich zniesienia z dniem 1 stycznia 1973, tym samym wypierając organizację gminną w latach 1954–1972.
Gromadę Zambrzyce Króle z siedzibą GRN w Zambrzycach Królach utworzono – jako jedną z 8759 gromad – w powiecie łomżyńskim w woj. białostockim, na mocy uchwały nr 18/V WRN w Białymstoku z dnia 4 października 1954. W skład jednostki weszły obszary dotychczasowych gromad Zambrzyce Króle, Zalesie Stare, Zalesie Nowe, Zambrzyce Stare, Zambrzyce Nowe, Zambrzyce Kapusty, Zambrzyce Plewki, Zambrzyce Jankowo i Ożary Wielkie ze zniesionej gminy Rutki w tymże powiecie. Dla gromady ustalono 16 członków gromadzkiej rady narodowej.
13 listopada 1954 roku gromada weszła w skład nowo utworzonego powiatu zambrowskiego.
1 stycznia 1958 roku do gromady Zambrzyce-Króle przyłączono wsie Jawory Klepacze i Jaworki oraz kolonię Konopki Leśne ze zniesionej gromady Cibory Gałeckie.
31 grudnia 1959 do gromady Zambrzyce-Króle przyłączono wieś Cibory Gałeckie z gromady Zawady oraz Śliwowo-Łopienite, Szlasy-Łopienite, Szlasy-Mieszki, Dobrochy, Czochanie-Góra, Duchny-Wieluny i Świątki-Wiercice (Świątki-Wertyce) z gromady Rutki.
Gromada przetrwała do końca 1972 roku, czyli do kolejnej reformy gminnej.